# 古丹別駅

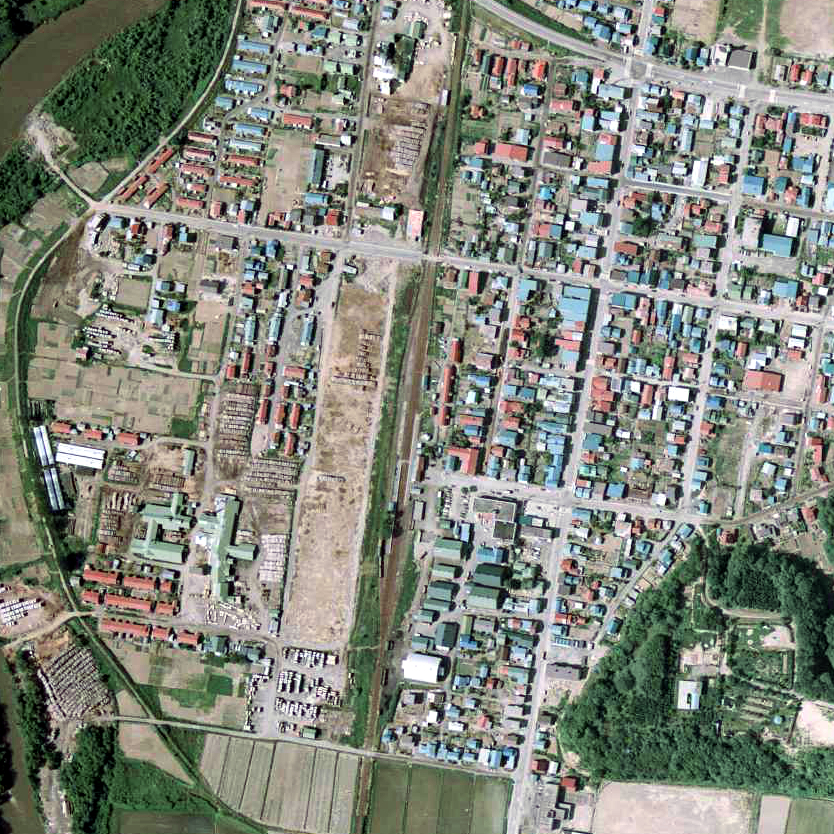
1977年の古丹別駅と周囲約750m範囲。上が羽幌方面。構内踏切で連絡するために少しずれた形の相対式ホームを持つ。かつては駅裏側に何本もの側線を有していたが、副本線1本を残して全て撤去され草生している。駅裏にある営林署管轄の広大なストックヤードは殆んど使用されていない。このヤードの反対側にある住宅地や木工場との境界沿いの道は、かつての古丹別森林鉄道の軌道跡で、北側から乗り入れていた。森林鉄道は古丹別市街の北で一旦東に向かい、今の苫前商業高校の南東角辺りで分岐して、一つは古丹別川沿いを霧立の奥へ、もう一つは南に向かって三毛別川沿いを三溪の奥へ向かっていた。

古丹別駅（こたんべつえき）は、かつて北海道（留萌管内）苫前郡苫前町字古丹別に所在した、日本国有鉄道（国鉄）羽幌線の駅（廃駅）である。電報略号はタン。事務管理コードは▲121610。
1986年（昭和61年）10月まで運行されていた、急行「はぼろ」の停車駅であった。

## 歴史
- 1931年（昭和6年）
  - 8月15日 - 鉄道省留萠線の鬼鹿駅 - 当駅間延伸開通に伴い、開業[3]。一般駅[1]。
  - 10月10日 - 留萠駅 - 当駅間を留萠線から分離し路線名を羽幌線に改称、それに伴い同線の駅となる。
- 1932年（昭和7年）9月1日 - 当駅 - 羽幌駅間延伸開通に伴い、中間駅となる。
- 1949年（昭和24年）6月1日 - 公共企業体である日本国有鉄道に移管。
- 1982年（昭和57年）3月29日 - 貨物の取り扱いを廃止[1]。業務委託駅となる[4]。
- 1984年（昭和59年）2月1日 - 荷物の取り扱いを廃止[1]。
- 1987年（昭和62年）3月30日 - 羽幌線の全線廃止に伴い、廃駅となる[1]。

### 駅名の由来
所在地名より。当地を流れる古丹別川のアイヌ語名「コタンペッ（kotan-pet）」（コタン〔＝村〕・川）に由来する。

## 駅構造
廃止時点で、単式ホーム・島式ホーム（片面使用）複合型の2面2線を有する地上駅で、列車交換可能な交換駅であった。互いのホームは、駅舎側ホーム中央部分と島式ホーム北側を結んだ構内踏切で連絡した。駅舎側単式ホーム（東側）が上りの1番線、待合所が設置された島式ホーム（西側）が下りの2番線となっていた。島式ホームの外側1線は、側線として残っており、そのほか1番線の留萌方から分岐し駅舎南側の切欠き部分の貨物ホームへの貨物側線を2線有していた。
職員配置駅となっており、駅舎は構内の東側に位置し、単式ホーム中央部に接していた。

## 利用状況
推移は以下のとおり。なお『苫前町史』を出典とする数値について、原典では「乗客数」と記載され乗車のみか降車を含むかが不明であるため、他文献の数値などから、乗降人員であると見なして記載する。
年間の値のみ判明している年については、当該年度の日数で除した値を括弧書きで1日平均欄に示す。
| 年度               | 乗降人員 | 乗降人員 | 出典  | 備考                        |
| 年度               | 年間     | 1日平均  | 出典  | 備考                        |
| ------------------ | -------- | -------- | ----- | --------------------------- |
| 1931年（昭和06年） | 10,290   | (28.1)   | [ 8 ] | 開通年度。8月15日から営業。 |
| 1932年（昭和07年） | 23,592   | (64.6)   | [ 8 ] | 9月1日に羽幌まで延伸。      |
| 1933年（昭和08年） | 32,213   | (88.3)   | [ 8 ] |                             |
| 1934年（昭和09年） | 35,024   | (96.0)   | [ 8 ] |                             |
| 1935年（昭和10年） | 30,847   | (84.3)   | [ 8 ] |                             |
| 1936年（昭和11年） | 28,317   | (77.6)   | [ 8 ] |                             |
| 1937年（昭和12年） | 34,073   | (93.4)   | [ 8 ] |                             |
| 1938年（昭和13年） | 38,051   | (104.2)  | [ 8 ] |                             |
| 1939年（昭和14年） | 53,448   | (146.0)  | [ 8 ] |                             |
| 1940年（昭和15年） | 67,248   | (184.2)  | [ 8 ] |                             |
| 1941年（昭和16年） | 73,026   | (200.1)  | [ 8 ] |                             |
| 1949年（昭和24年） | 104,564  | (286.5)  | [ 8 ] |                             |
| 1950年（昭和25年） | 99,372   | (272.3)  | [ 8 ] |                             |
| 1951年（昭和26年） | 114,911  | (314.8)  | [ 8 ] |                             |
| 1952年（昭和27年） | 121,418  | (332.7)  | [ 8 ] |                             |
| 1953年（昭和28年） | 125,860  | (344.8)  | [ 8 ] |                             |
| 1954年（昭和29年） | 118,006  | (323.3)  | [ 8 ] |                             |
| 1955年（昭和30年） | 136,486  | (372.9)  | [ 8 ] |                             |
| 1956年（昭和31年） | 140,742  | (385.6)  | [ 8 ] |                             |
| 1957年（昭和32年） | 145,108  | (397.6)  | [ 8 ] |                             |
| 1958年（昭和33年） | 165,950  | (454.7)  | [ 8 ] | 10月18日に羽幌線全通。      |
| 1959年（昭和34年） | 181,301  | (495.4)  | [ 8 ] |                             |
| 1960年（昭和35年） | 193,814  | (531.0)  | [ 8 ] |                             |
| 1961年（昭和36年） | 190,225  | (521.2)  | [ 8 ] |                             |
| 1962年（昭和37年） | 204.103  | (559.2)  | [ 8 ] |                             |
| 1963年（昭和38年） | 229,283  | (626.5)  | [ 8 ] |                             |
| 1964年（昭和39年） | 238,290  | (652.8)  | [ 8 ] |                             |
| 1965年（昭和40年） | 267,339  | (732.4)  | [ 8 ] |                             |
| 1966年（昭和41年） | 249,928  | (684.7)  | [ 8 ] |                             |
| 1978年（昭和53年） | 174,302  | (477.5)  | [ 8 ] |                             |
| 1979年（昭和54年） | 170,800  | (466.7)  | [ 8 ] |                             |
| 1981年（昭和56年） |          | 482      | [ 6 ] |                             |

## 駅周辺
- 北海道道437号羽幌原野古丹別停車場線・北海道道1049号苫前小平線
- 国道239号（天売国道/日本海オロロンライン）
- 羽幌警察署古丹別駐在所
- 古丹別郵便局
- 留萌信用金庫古丹別支店
- 北海道苫前商業高等学校
- 苫前町立古丹別中学校
- 苫前町立古丹別小学校
- 古丹別緑ヶ丘公園
- 古丹別川
- 三毛別川

## 駅跡

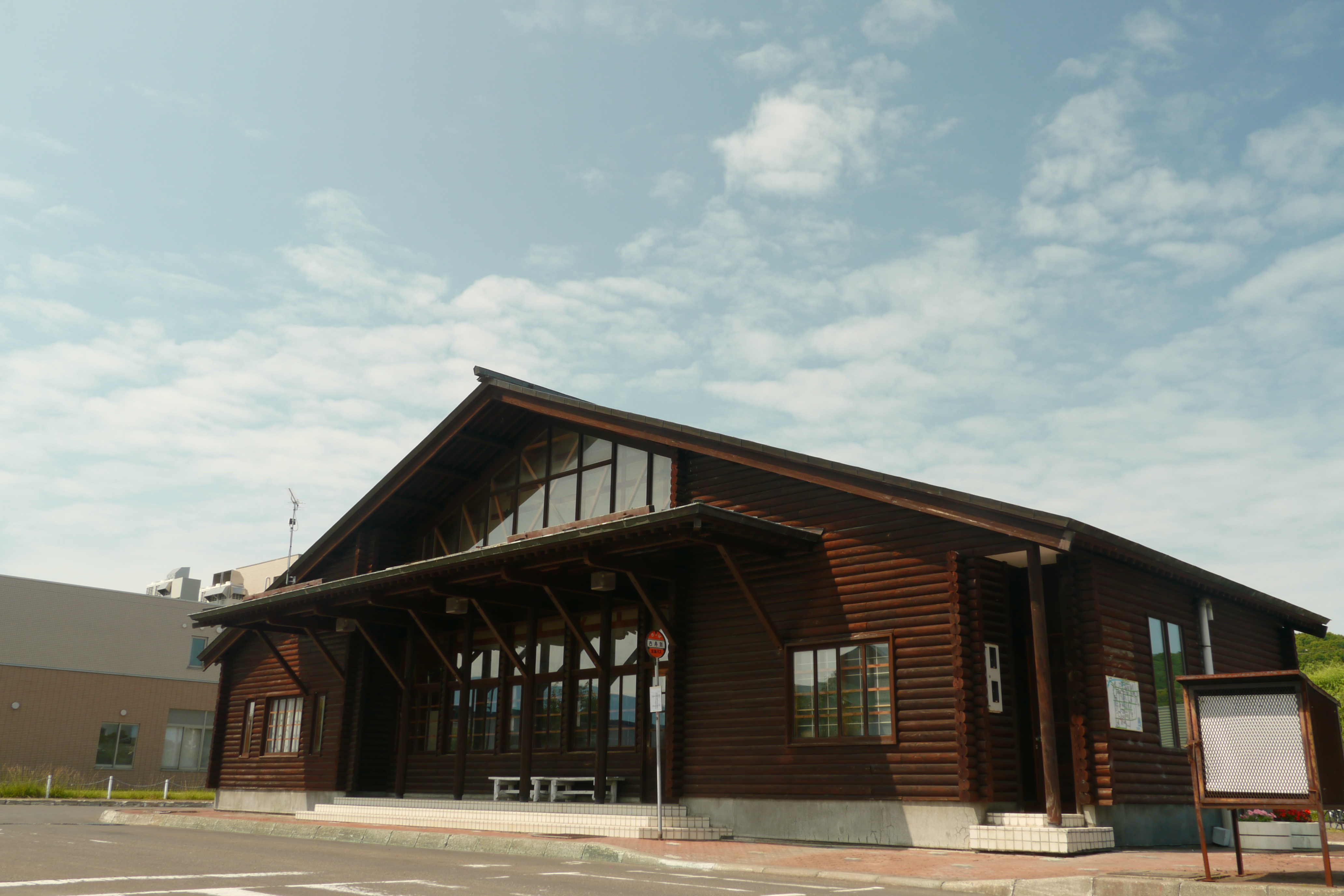
古丹別駅跡（2011年7月27日）

旧駅構内は、沿岸バスの乗り場である古丹別バス停となっている。駅舎は解体され、待合所がバス転換事業で建設された。ほかにJA北海道厚生連 苫前厚生クリニック、苫前町公民館などが建設されている。

## 隣の駅
日本国有鉄道
羽幌線
力昼駅 - <番屋ノ沢仮乗降場> - 古丹別駅 - 上平駅

## 古丹別森林鉄道
1902年（明治35年）からこの地の森林資源輸送のため、農道の林道転用がされてきたが、運輸手段の主力が馬橇であったために輸送は冬季積雪時期に限られ、殆んど利用されずにいた。このため1938年（昭和13年）から帝室林野局羽幌出張所の所管により、古丹別線の森林鉄道設置計画と用地買収がなされ、1939年（昭和14年）に建設が開始された。加えて、羽幌線古丹別駅に隣接して4.32haの駅土場が設置された。戦後は奥地開発と共に各線が延長されたが、1961年（昭和36年）までにトラック輸送に切り替えられ廃止された。

### 沿革
- 1940年（昭和15年）　古丹別線12km竣工。
- 1943年（昭和18年）　三毛別線竣工。
- 1947年（昭和22年）　旭川営林局古丹別営林署に移管。
- 1950年（昭和25年）以降　奥地開発と共に各線延長。
- 1955年（昭和30年）　古丹別線総延長39km、三毛別線総延長27km。
- 1958年（昭和33年） - 1961年（昭和36年）　各線廃止、順次トラック輸送に切り替え。

### 路線
- 古丹別線（39km）

古丹別駅から古丹別川上流（霧立地区）に至る。
- 三毛別線（27km）

古丹別線から分岐して三毛別川上流（三渓地区）に至る。「三毛別森林鉄道」とも呼ばれた。

### 車両
1957年（昭和32年）の時点で保有していた機関車は全てディーゼルで、5t車5台、7t車2台の計7台であった。

一方1958年（昭和33年）の資料によれば、以下のように5t車10台、7t車2台の計12台であった。
- B5tディーゼル 1943年加藤製　2台
- B5tディーゼル 1952,53年協三製　4台
- B5tディーゼル 1953,54年酒井製　3台
- B-B5tディーゼル 1953年酒井製　1台
- B7tディーゼル 1956年酒井製　2台

## 関連記事
- 日本の鉄道駅一覧
- 特定地方交通線